# 緑の党
緑の党（みどりのとう）は、環境主義、多文化主義、反戦等の主義・信条に基づく緑の政治の実現を目指す政党ないし政治団体の総称である。

## 世界のグリーン勢力
1970年代から世界各国で台頭してきた、エコロジー、脱炭素、反原発、反核、軍縮、反戦、人種差別撤廃、脱物質主義、脱消費社会、脱資本主義、多文化主義、消費者保護、参加民主主義（草の根民主主義も参照）、フェミニズム、社会的弱者の人権等々をテーマにした「新しい社会運動」の流れで結成が進んだ政治勢力である。出身者の多くが市民活動家や環境保護に関心の高い市民であり、国によっては更に社会民主党、共産党、中央党等の既成政党から離党した政治家が、新党としての『緑の党』に合流した他、左派系の労働運動や民主化運動の活動家も加わっている。
「緑の党」の歴史は、1972年実施のオーストラリアタスマニア州選挙に向けて、同年3月に結成された自然保護政治運動グループであるUnited Tasmania Groupに端を発する。（なお、同グループは同選挙において3.9％の得票をおさめ、1議席を確保した。その後、同グループはオーストラリア緑の党として発展的に解消され、連邦、州、地方議会に多数のメンバーを送り出している。）また、ヨーロッパでは、1980年の旧西ドイツにおける「緑の党」（直訳では「緑の人々」）結成（政治的組織化の動きは1970年代後半から）が最初であり、その後フィンランド、ベルギー、オランダ、フランスなど欧州各地で次々と結成されていった。
環境保護だけでなく平和外交・人権・産業構造・教育・社会保障・労働・食料など幅広い政策をもつオールラウンドな政党であり、平和で持続可能で社会正義のある新しいエコロジー社会を目指す。営利企業の自由を最優先する新自由主義的改革（およびそのグローバル化）、国民国家、ナショナリズム、軍事・治安国家化には批判的である。
現在では、アメリカやアジアを含む多くの国々に緑の党が存在するが、最も強い政治基盤を確立しているのはヨーロッパにおいてである。政権参加の最初のケースは1995年のフィンランド緑の同盟であり、最も長期のケースはドイツ緑の党の社会民主党との連立政権（1998年-2005年）である。
他方で、アメリカなど選挙制度が小選挙区制の国では、国政レベルにほとんど影響力をもてないでいる。そのため、これらの国の緑の党は、選挙制度の民主化に焦点を当てている。なおアメリカにおいても、カリフォルニア州など市町村議会のレベルでは議席を確保している。
また、環境問題やグローバル経済、南北問題などに対応するため、国際連帯にも熱心である。2001年4月16日にオーストラリアのキャンベラで、緑の党の国際組織であるグローバルグリーンズ（Global Greens、「緑の地球同盟」）が結成された。ここでは、「グローバルグリーン憲章」が採択され、その後世界の緑の党の指針となっている。「グローバルグリーン憲章」では、諸原則（理念）として、エコロジーの知識、社会的公正、参加民主主義、非暴力、持続可能性、多様性の尊重の6つを掲げる。また、政治的行動（政策・行動）として、以下の10の行動指針を掲げている。民主主義、公正さ、気候変動とエネルギー、生物多様性、持続可能性の諸原則にもとづく経済的グローバリゼーションの制御、人権、食糧と水、持続可能な計画、平和と安全保障、グローバルに行動すること。
2004年には、欧州連合規模の欧州緑の党（European Green Party）、および北欧グリーンレフト同盟（Nordic Green Left Alliance）が結成されるなど、世界の各地域で緑の党のネットワークが存在する。
2019年、スウェーデンの環境活動家であるグレタ・トゥーンベリが火を付けた環境意識は、欧州政治の勢力図に影響力を及ぼし始め、緑の党が支持を伸ばしている。また、同年ドイツでは世論調査で緑の党が初めて首位に立った。

## 日本での試み
1981年、日本労働党から三橋派が分裂し緑の党を結党。「平和、脱原発、人権、連帯」を掲げる。
1983年、河西善治が西ドイツ（当時）緑の党をモデルとした「東京緑派（DIE GRUENEN）」を結成し、参院選に東京都選挙区より出馬した。河西は人智学（ルドルフ・シュタイナーの思想）の研究家であり、西ドイツ緑の党がミヒャエル・エンデなど多くの人智学者によってできた経緯から、緑の党の思想を日本に広めることに注力していた。比例区ではMPD・平和と民主運動（後の市民の党）への投票を呼び掛けた。また、重松九州男の日本世直し党も「日本版緑の党」を名乗っていた。
1986年、元第四インターナショナル活動家太田竜らが「日本みどりの党」を結成。太田はその後「みどりの党」離党、「日本みどりの連合」結党を経て、「みどりといのちのネットワーク」への再統合を行った。「みどりといのちのネットワーク」は大石武一の推薦を受けた。同年、水の浄化を主な政策とする環境党が結成される。
1989年、山本コウタロー、北沢杏子、門野晴子、円より子、田嶋陽子らを中心に環境保護とフェミニズムを掲げる「ちきゅうクラブ」が、また、作家の今野敏や元三重大学教員の坂下栄、反原発運動・環境保護運動の活動家らを中心に「原発いらない人びと」が結成された。第四インターナショナル系や共産主義労働者党（後の自治・連帯・エコロジーをめざす政治グループ・蒼生）など、一部の勢力は「原発いらない人びと」を支援した。この年の参議院選挙では、3派の統合を試みるも、名簿順序をめぐって折り合いがつかず、分裂選挙に。結果3派合わせて60万票を獲得するも議席の獲得はならなかった。
1992年の参院選では、「みどりといのちのネットワーク」「ちきゅうクラブ」「原発いらない人びと」を統合した環境政党「希望」（代表は藤本敏夫）が立候補した。
1995年、農業問題を中心とするみどりといのちの市民・農民連合と、平和・市民から路線対立で分裂した憲法みどり農の連帯が結成される。「希望」党員は農民連合と連帯に分裂。
その後、地方政治においては市民運動出身の無所属地方議員の連絡組織「虹と緑の500人リスト運動」、新潟県の地域政党「緑・にいがた」（旧「市民新党にいがた」）などが結成される。
1997年、荒岱介らの「戦旗・共産主義者同盟」が「BUND」と改称。共産主義路線を放棄し、環境保護路線への転換を表明する。2008年には「アクティオ・ネットワーク」と改称。
1998年頃より保守リベラル政党であった新党さきがけが環境政党として再出発を表明。後に代表となった中村敦夫は黒岩秩子と共に院内会派「さきがけ環境会議」結成。2002年、「みどりの会議」に改称。三木武夫・三木睦子夫妻の長女で無所属の参院議員だった高橋紀世子と中村が所属。2004年の解散後は「みどりのテーブル」に活動を引き継ぐ。
2007年、「みどりのテーブル」が中心となって参院東京都選挙区に「無所属共同候補」として川田龍平を擁立し、当選する。また、司法書士の黒田恒一が環境社会主義党を結成して参院選に出馬することを表明したが、直前で出馬を辞退した。
2008年、川田龍平は、「みどりのテーブル」から離脱した（その後、2009年にみんなの党に入党）。「みどりのテーブル」と「虹と緑」が合流して「みどりの未来」を結成し、「みどり」系の地域政党・地域政治団体との連携を進めながら、地方政治および国政において「みどりの政治」の実現を目指すことを表明した。
2009年5月、元自民党員の長友清冨がNPO「森と海の恋人」を母体に「森海党」を結成。同年の衆院選で熊本県第5区から出馬するも落選。のち森海党は「日本森海党」に改名し、長友は2011年の人吉市長選や錦町議会議員選に出馬したが、いずれも落選している。
2012年2月には前述の「みどりの未来」が「緑の党（後に改称し、緑の党グリーンズジャパン）」を結成することを発表する一方で、思想家中沢新一・宮台真司らが「グリーンアクティブ」を立ち上げた。グリーンアクティブの政治部門は「日本独自のエコロジー政党」である「緑の日本」を名乗り、マエキタミヤコらが所属する。
2012年7月28日、「みどりの未来」を母体とした「緑の党グリーンズジャパン」の結成総会が開かれた。2013年参議院選挙の比例区、次期衆議院選挙の比例東京ブロックに候補者を擁立する方針を発表した。
また同年7月18日に参院会派として「みどりの風」が結成され、12月28日に政党化したが、この党は緑風会をモデルとしており、本稿の緑の党とは関係ない。ただし谷岡郁子代表は緑の党との連携も示唆していた。
2013年1月、渋谷誠が新たに「環境党」を結党。同年7月の参院選において、「緑の党グリーンズジャパン」と「みどりの風」は候補者を擁立したが、両党とも全員落選した。両党では選挙協力について話し合いが行われたが、「緑の党グリーンズジャパン」の吸収合併を主張する「みどりの風」側と、両党の名称を残した上での統一名簿作成を主張する「緑の党グリーンズジャパン」側で対立し、交渉は決裂した。「緑の党グリーンズジャパン」が支援した東京都選挙区の山本太郎（無所属）は当選した。

## 緑の党一覧

### ヨーロッパ
- 同盟90/緑の党（ドイツ）
- 緑の党 (スウェーデン)
- 緑の同盟（フィンランド）
- ヨーロッパ・エコロジー＝緑の党（フランス）
- スイス緑の党
- 緑の連盟 (イタリア)
- 緑の党 (オーストリア)
- 緑の党 (ポーランド)
- 緑の党 (チェコ)
- 緑の党 (ロシア)
- 緑のオルタナティヴ（ロシア）
- エコロ - ベルギーのワロン地域の環境政党
- フルン - ベルギーのフランデレン地域の環境政党
- フルンリンクス（オランダ）
- 左翼環境運動（アイスランド）
- イングランド・ウェールズ緑の党
- スコットランド緑の党（英語版）
- 北アイルランド緑の党（英語版）
- 緑の党 (アイルランド)
- 社会主義人民党 - デンマークの市民運動・環境政党
- 緑の党 (ノルウェー)
- エストニア緑の党（英語版）
- ブルガリア緑の党

### 南北アメリカ
- アメリカ緑の党（アメリカ合衆国）
- カナダ緑の党
- 緑の党 (メキシコ)
- 緑の党 (ブラジル)（ポルトガル語版、英語版）
- チリ緑の環境党（スペイン語版）
- 緑の党 (コロンビア)（スペイン語版）
- ニカラグア環境緑の党（英語版）

### オセアニア
- オーストラリア緑の党
- 緑の党 (ニュージーランド)
- パプアニューギニア緑の党（英語版）

### アフリカ
- ケニア・マジンジラ緑の党
- 緑の党 (ウガンダ)（英語版）
- エジプト緑の党（英語版）
- 南アフリカ緑の党（英語版）
- コンゴ環境主義者同盟グリーン（英語版）（コンゴ民主共和国）

### アジア
- 緑の党 (日本 1981)
- 緑の党グリーンズジャパン（日本）
- 市民の勇気・緑の党（モンゴル）
- フィリピン緑の党（英語版）
- 台湾緑党
- 草緑政治連帯（韓国）
- 緑色党（韓国）
- 緑の党 (イラン)（英語版）
- 緑の党 (イラク)（英語版）
- 緑の党 (イスラエル 1997)（英語版）
- 緑の党 (イスラエル 2008)（英語版）[注釈 1]